# Sequoioideae
Sequoioideae is de botanische naam van een onderfamilie uit de cipresfamilie (Cupressaceae).

## Soorten
- geslacht Sequoia
  - Kustmammoetboom (Sequoia sempervirens)
  - Sequoia affinis (†)
  - Sequoia chinensis (†)
  - Sequoia langsdorfii (†)
  - Sequoia dakotensis (†)
  - Sequoia magnifica (†)

- geslacht Sequoiadendron
  - Mammoetboom (Sequoiadendron giganteum)

- geslacht Metasequoia
  - Watercipres (Metasequoia glyptostroboides)
  - Metasequoia foxii (†)
  - Metasequoia milleri (†)
  - Metasequoia occidentalis (†)